# Овчинніков Микола Миколайович
Микола Миколайович Овчинніков (16 травня 1916, м. Хасав'юрт, нині місто Дагестан, РФ — 1991) — доктор біологічних наук, професор кафедри ботаніки, фахівець у галузі фізіології рослин, учасник Другої світової війни, завідувач кафедри ботаніки (1964–1982) у Харківському державному педагогічному університеті ім. Г. С. Сковороди.

## Життєпис
М. М. Овчинніков народився 16 травня 1916 року в м. Хасав'юрт, нині місто Дагестан (РФ).
1940 р. — Микола Миколайович закінчив  біологічний факультет Одеського державного університету;
1949 р. — отримав науковий ступінь кандидата біологічних наук;
Впродовж кількох років працював у Кишинівському університеті, Одеському  гідрометеорологічному  інституті та сільськогосподарському інституті (1949–1964);
У 1957 р. — присвоєно науковий ступінь  доктора біологічних наук;
1959 р. — отримав вчене звання професора;
Із 1964 р. по 1982 р. — очолював кафедру ботаніки ХДПІ ім. Г. С. Сковороди;
Із 1982 р. по 1989 р. — професор кафедри ботаніки у Харківському державному педагогічному університеті ім. Г. С. Сковороди.

## Наукова діяльність
Микола Миколайович Овчинніков  викладав навчальну дисципліну «Фізіологія рослин».
Вивчав проблеми росту і розвитку злакових культур, методології викладання ботаніки та фізіології рослин, а також популяризації біологічних знань.

### Основні праці
1. «Закономерности онтогенеза однолетних культурных злаков» (1964);
2. «Фотосинтез» (1972);
3. «Зеленый щит нашей планеты» (1979);
4. «Секреты зерновых» (1984).

## Нагороди
- Удостоєний звання «Отличник просвещения СССР», «Відмінник Народної освіти»;

- Орден «Великої Вітчизняної війни»;

- Медаль «За победу над Германией».